# Тыново (Вологодская область)
Тыново — деревня в Череповецком районе Вологодской области.
Входит в состав Коротовского сельского поселения, с точки зрения административно-территориального деления — в Коротовский сельсовет.
Расстояние до районного центра Череповца по автодороге — 81 км, до центра муниципального образования Коротово по прямой — 22 км. Ближайшие населённые пункты — Гришкино, Сергеево.
По переписи 2002 года население — 20 человек (9 мужчин, 11 женщин). Всё население — русские.